# Txingudi
Txingudi este o arie protejată (arie de protecție specială avifaunistică — SPA) din Spania întinsă pe o suprafață de 138,06 ha, integral pe uscat.

## Localizare
Centrul sitului Txingudi este situat la coordonatele 43°21′02″N 1°48′17″W / 43.3505°N 1.8046°V.

## Înființare
Situl Txingudi a fost declarat arie de protecție specială avifaunistică în noiembrie 2000 pentru a proteja 64 de specii de animale.

## Biodiversitate
Situată în ecoregiunile atlantică și marină Atlantică, aria protejată conține 8 habitate naturale: Salicornia și alte specii anuale care populează regiunile mlăștinoase și nisipoase, Pajiștile Spartina (Spartinion maritimae), Tufărișuri halofile mediteraneene și termo-atlantice (Sarcocornetea fruticosi), Estuare, Terase mlăștinoase și terase nisipoase neacoperite de apă la reflux, Fânețe de joasă altitudine (Alopecurus pratensis, Sanguisorba officinalis), Păduri aluvionare cu Alnus glutinosa și Fraxinus excelsior (Alno-Padion, Alnion incanae, Salicion albae), Pășuni atlantice udate de apa mării (Glauco-Puccinellietalia maritimae).
La baza desemnării sitului se află mai multe specii protejate:
- păsări (61): lăcar mare (Acrocephalus arundinaceus), pitulice de apă (Acrocephalus paludicola), lăcar-de-lac (Acrocephalus scirpaceus), pescăruș albastru (Alcedo atthis), rață sulițar (Anas acuta), rață pitică (Anas crecca), rață mare (Anas platyrhynchos), Anas strepera strepera, gârliță mare (Anser albifrons), gâscă cenușie (Anser anser), stârc cenușiu (Ardea cinerea), stârc roșu (Ardea purpurea), rață-cu-cap-castaniu (Aythya ferina), rața moțată (Aythya fuligula), buhai de baltă (Botaurus stellaris), pasărea ogorului (Burhinus oedicnemus), bătăuș (Calidris pugnax), sticlete (Carduelis carduelis),  prundaș gulerat mic (Charadrius dubius), barză albă (Ciconia ciconia), barză neagră (Ciconia nigra), erete de stuf (Circus aeruginosus), Cisticola juncidis, gușă vânătă (Cyanecula svecica), egretă mică (Egretta garzetta), presură de stuf (Emberiza schoeniclus), cinteză (Fringilla coelebs), cufundar polar (Gavia arctica), cufundar mic (Gavia stellata), cocor (Grus grus), piciorong (Himantopus himantopus), stârc pitic (Ixobrychus minutus), sfrâncioc roșiatic (Lanius collurio), câneparul (Linaria cannabina), Locustella naevia, privighetoare (Luscinia megarhynchos), rață fluierătoare (Mareca penelope), rață neagră (Melanitta nigra), stârc de noapte (Nycticorax nycticorax), vultur pescar (Pandion haliaetus), cormoran mare (Phalacrocorax carbo), lopătar (Platalea leucorodia), ploier auriu (Pluvialis apricaria), corcodel-urechiat (Podiceps auritus), corcodel mare (Podiceps cristatus), corcodel-cu-gât-negru (Podiceps nigricollis), Porzana parva parva, ciocântors (Recurvirostra avosetta), cănăraș (Serinus serinus), Spatula clypeata, rață cârâitoare (Spatula querquedula), scatiu (Spinus spinus), Sterna albifrons albifrons, chiră de baltă (Sterna hirundo), turturică (Streptopelia turtur), silvie cu cap negru (Sylvia atricapilla), silvie de zăvoi (Sylvia borin), silvie de câmp (Sylvia communis), corcodel mic (Tachybaptus ruficollis), chiră de mare (Thalasseus sandvicensis), fluierar de mlaștină (Tringa glareola)
- pești (3): Alosa alosa, Petromyzon marinus, somonul (Salmo salar)